# Горбушин Іван Данилович
Іван Данилович Горбушин (13 жовтня 1905, село Татарський Починок Вятської губернії, тепер Глазовського району, Удмуртія, Російська Федерація — ?) — радянський державний діяч, міністр сільського господарства (народний комісар землеробства) Удмуртської АРСР, заступник голови Ради міністрів Удмуртської АРСР. Депутат Верховної ради СРСР 2—3-го скликань.

## Життєпис
Народився в селянській родині. У 1922 році закінчив Парзинську сільськогосподарську школу.
У 1922—1927 роках — студент Казанського сільськогосподарського інституту.
З 1927 по 1929 рік працював у статистичному відділі виконавчого комітету Вотської обласної ради, викладав у Глазовському сільськогосподарському технікумі Вотської автономної області.
З 1929 року — завідувач агровиробничого відділу Вотської обласної колгоспної спілки.
До 1938 року — завідувач дворічного відділення та проректор з навчальної частини у Вищій комуністичній сільськогосподарській школі в місті Іжевську.
У 1938 році важко захворів, вийшов на пенсію та поїхав на лікування до Кримської АРСР.
У 1938—1941 роках — методист-консультант Алупкинського екскурсійно-лекційного бюро; агроном колгоспу Ялтинського району Кримської АРСР. Член ВКП(б) з 1938 року.
У листопаді 1941 року евакуювався до Удмуртської АРСР. З 1941 по 1942 рік — директор Глазовської льононасіннєвої станції Удмуртської АРСР.
У 1942 — березні 1943 року — голова виконавчого комітету Глазовської районної ради депутатів трудящих Удмуртської АРСР.
У березні 1943 — липні 1944 року — заступник голови Ради народних комісарів Удмуртської АРСР.
У липні 1944 — квітні 1946 року — народний комісар землеробства Удмуртської АРСР.
У квітні 1946 — березні 1947 року — заступник голови Ради міністрів Удмуртської АРСР із сільського господарства.
У березні 1947 — після 1950 року — міністр сільського господарства Удмуртської АРСР.
Подальша доля невідома.

## Нагороди
- орден Вітчизняної війни І ст.
- орден Трудового Червоного Прапора
- медаль «За доблесну працю у Великій Вітчизняній війні 1941—1945 рр.»
- медалі